# La colla del Trocadero
La colla del Trocadero (títol ofiginal: Trocadéro bleu citron) és una pel·lícula de França dirigida per Michaël Schock, estrenada el 1978. Ha estat doblada al català.

## Argument
Philippe, un noi de 10 anys viu una vida despreocupada amb la seva mare molt còmplice. Practica l'skateboard amb una colla en les pendents del Trocadéro. Un dia, troba Caroline de qui s'enamora. Amb l'ajuda de la seva mare, s'ha de fer acceptar pels pares de la seva dulcinea.
La cançó de la pel·lícula Trocadéro bleu citron va ser editat en 45 rpm, cantada per Shake

## Repartiment
- Lionel Melet: Philippe
- Anny Duperey: Annie, mare de Philippe
- Bérengère de Lagatinerie:[3] Caroline
- Henri Garcin: el pare de Caroline
- Martine Sarcey: la mare de Caroline
- Frank Fitoussi: Frankie
- Cem Aycak: Morgan
- Stéphane Leborgne: Stef
- Patrice Melennec: El venedor de gelats